# Justin Hoyte
Justin Raymond Hoyte (Leytonstone, 22 novembre 1984) è un calciatore britannico naturalizzato trinidadiano, difensore del Miami Beach.

## Caratteristiche tecniche
Il suo ruolo naturale è quello di terzino destro, ma può giocare anche come difensore centrale.

## Carriera
Cresciuto nell'Arsenal, dopo aver militato per molti anni nei settori giovanili dei Gunners, ha debuttato in prima squadra ed in Premier League nel 2003.
Nella stagione 2005-2006 ha giocato in prestito al Sunderland, dove ha collezionato 27 presenze ed un gol.
Il 16 agosto 2008, è stato acquistato dal Middlesbrough.
A dicembre del 2013 passa in prestito al Millwall, squadra che milita in Championship.

## Palmarès

### Club

#### Competizioni giovanili
- FA Youth Cup: 1

Arsenal: 2000-2001

#### Competizioni nazionali
- Campionato inglese: 1

Arsenal: 2003-2004
- Community Shield: 1

Arsenal: 2004
- Coppa d'Inghilterra: 1

Arsenal: 2004-2005